# 韦瑱
韦瑱（501年—560年），字世珍，京兆郡杜陵县（今陕西省西安市）人，出自京兆韦氏西眷，北魏、西魏、北周官员，京兆韦氏平齐公房始祖。

## 生平
韦瑱的家族世代为三辅望族，曾祖父韦惠度是后秦姚泓的尚书郎，随着刘义真南渡长江，在刘宋官至镇西府司马、顺阳郡太守、代理南雍州刺史，后来从襄阳归附北魏，担任中书侍郎，死后追赠安西将军、洛州刺史。祖父韦千雄是略阳郡太守，父亲韦英是代郡太守，死后被赠予兖州刺史。
韦瑱自幼聪明，早熟有器量，同乡人都敬重他。韦瑱志向坚定喜好学习，同时擅于骑马射箭。北魏孝昌三年（527年），韦瑱以太尉府法曹参军为起家官，逐渐升任直后，任明威将军、雍州治中，代理镇远将军、防城州将，屡次升任谏议大夫、冠军将军。宇文泰担任西魏丞相时，韦瑱被任命为前将军、太中大夫、封长安县男，食邑二百户，转任行台左丞，加抚军将军、银青光禄大夫、雍州大中正。大统三年（537年），韦瑱又升任使持节、镇东将军、都督郢州诸军事、郢州刺史，又再次入朝担任行台左丞。韦瑱明察有才干器局，再次担任行台左丞，当时的人以此为荣。大统五年（539年），韦瑱跟随宇文泰收复弘农，参加沙苑之战，加号卫大将军、左光禄大夫，又跟随参加河桥之战，爵位晋升为子爵，增加食邑二百户。大统八年（542年），高欢进攻西魏的汾州、绛州，韦瑱跟随宇文泰抵御高欢。西魏军队返回后，宇文泰命令韦瑱以原本的官职镇守蒲津关，兼任中潬城主，不久担任蒲州总管府长史，很快又被征召担任大鸿胪代理京兆郡太守。因为韦瑱是望族，又补任帅都督，兼领乡兵，升任大都督、通直散骑常侍。大统十七年（551年），韦瑱进号车骑大将军、仪同三司。魏前二年，韦瑱加散骑常侍，转任侍中。
魏恭帝二年（555年），韦瑱被赐姓宇文氏，三年（556年），韦瑱出任瓜州诸军事、瓜州刺史。瓜州与西域相通，外族商人来来往往，前后的瓜州刺史大多接受赂遗。胡人进犯瓜州边境，又不能抵御。韦瑱向来个性清廉节俭，又有军事谋略。外族商人所送的财物一无所受。胡人畏惧韦瑱的威严，不敢进犯瓜州，官府百姓都得以安宁，汉族和少数民族都怀念他。周孝闵帝宇文觉登基后，韦瑱晋升爵位为平齐县伯，增加食邑五百户，任期结束后返回京城，官吏和百姓留恋爱慕，老幼追着送别，韦瑱拖延了十几天才得以离开瓜州。周明帝宇文毓称赞韦瑱，将他晋升为侍中、骠骑大将军、开府仪同三司。武成二年（560年）三月，韦瑱去世，虚岁六十，朝廷赠予岐宜二州刺史、谥号惠。天和二年（567年），又追封韦瑱为公爵，增加食邑总计三千户，诏令韦瑱之子韦峻承袭平齐县公。

## 家庭

### 夫人
- 陇西李氏，河内郡襄城郡二郡太守李澍应孙女，南中郎将、广州刺史李业之女，封忠城郡君[9]

### 子女
- 韦峻，北周车骑大将军、仪同三司、平齐县公
- 韦师，隋朝汴州刺史、井陉定侯

## 延伸阅读
[在维基数据编辑]
 《周書·卷39》，出自令狐德棻《周書》
 《北史·卷064》，出自李延壽《北史》